# Civizelotes ibericus
Civizelotes ibericus es una especie de arañas araneomorfas de la familia Gnaphosidae.

## Distribución geográfica
Es endémica de la mitad sur de la península ibérica (España).